# Dieter Weitzel
Dieter Weitzel (* 20. März 1944 in Kassel) ist ein deutscher Kinderarzt.

## Leben
Weitzel studierte in Marburg und Mainz Medizin. Nach der Medizinalassistentenzeit in Mainz und Hannover und der Approbation 1971 arbeitete er in der nephrologischen Abteilung der Inneren Medizin in der Medizinischen Hochschule Hannover unter Leitung von Jan Brod. Bei dem Gastroenterologen Peter Otto arbeitete er sich in die Ultraschalldiagnostik ein. 1973 wechselte er in die Universitäts-Kinderklinik Mainz unter Leitung von Ulrich Köttgen, später Jürgen Spranger. Im gleichen Jahr gelang es ihm, das erste Real-Time Ultraschallgerät in einer Kinderklinik zu installieren und arbeitete an der Etablierung der Methode in der Kinderheilkunde. 1978 habilitierte er sich über „Sonografische Organometrie im Kindesalter“. 1981 wurde er zum Chefarzt der Kinderklinik im Paulinenstift Wiesbaden berufen. 1983 gründete er zusammen mit Reinhard Schulz (Stuttgart) die pädiatrische Sektion in der Deutschen Gesellschaft für Ultraschall in der Medizin (DEGUM). 1987 etablierte er als Modellversuch ein flächendeckendes sonografisches Neugeborenenscreening der Hüften und Nieren zunächst in Wiesbaden und Umgebung, dann auch in Frankfurt am Main. Die Ergebnisse trugen zur generellen Einführung des sonografischen Hüftscreenings in Deutschland bei. 1989 wechselte er in die Deutsche Klinik für Diagnostik. Er baute dort zusammen mit dem pädiatrischen Gastroenterologen Stefan Bender und dem Neuropädiater Jürgen Seeger zunächst als Modellversuch eine Tagesklinik zur Vermeidung stationärer Aufnahmen für diagnostische Problemfälle und chronisch Kranke auf, die später in die Regelversorgung übergeleitet wurde. 2005 wurde er Ehrenmitglied der Deutschen Gesellschaft für Ultraschall in der Medizin.

## Publikationen

### Autor
- mit J. Bahlmann und P. Otto: Wertigkeit der Sonographie für die Diagnostik von Zystennieren. In: Deutsche Medizinische Wochenschrift. 99(31), 1974, S. 1587–1593.
- mit G. Alzen: Zur Bedeutung des Ultraschall-Schnittbildverfahrens für die nephrologisch-urologische Diagnostik im Kindesalter. In: Monatsschrift für Kinderheilkunde. 123, 1975, S. 147–157.
- mit H. Stopfkuchen: Ultraschall-Schnittbilduntersuchungen des kindlichen Herzens mit dem schnellen B-Bild. In: Deutsche Medizinische Wochenschrift. 100(5), 1975, S. 182–185.
- mit J. Tröger und E. Straub: Renal sonography in pediatric patients: a comparative study between sonography and urography. In: Pediatric Radiology. Vol. 6, Nr. 1, März 1977, S. 19–26.
- mit H. Peters und C. Humburg: Sonographisches Neugeborenen-Screening. In: Ultraschall in der Medizin. 5(6), 1984, S. 277–280.
- mit U. Pfeffer, A. Dost, A. Herbst, I. Knerr und R. Holl: Initial insulin therapy in children adolescent with type1 diabetes mellitus. In: Pediatr Diabetes. 11(3), Mai 2010, S. 159–165.

### Herausgeber
- D. Weitzel, J. Tröger Morphologische Abdominal-Diagnostik: Ultraschall – Röntgen-Nuklearmedizin – Computertomographie. Springer Verlag, 1982, ISBN 3-540-11100-X.
- D. Weitzel, J. Dinkel, M. Dittrich, H. Peters: Pädiatrische Ultraschalldiagnostik. Springer Verlag, 1984, ISBN 3-540-12797-6.
- H. Peters,  K.-H. Deeg, D. Weitzel: Die Ultraschalluntersuchung des Kindes. Springer Verlag, 1987, ISBN 3-540-17864-3.
- K.-H. Deeg, H. Peters, R. Schumacher: Die Ultraschalluntersuchung des Kindes. Springer Verlag, 1997, ISBN 3-540-60473-1.

| Personendaten    | Personendaten        |
| ---------------- | -------------------- |
| NAME             | Weitzel, Dieter      |
| KURZBESCHREIBUNG | deutscher Kinderarzt |
| GEBURTSDATUM     | 20. März 1944        |
| GEBURTSORT       | Kassel               |